# میزان تجاوز جنسی در جوامع
دررابطه با قربانیان جنسی، نظرسنجی‌های مختلفی در کشورها و جوامع مختلف انجام گرفته‌است که می‌تواند بیان کننده میزان نسبی آن باشد و به مقایسه این امر در جوامع مختلف کمک کند. سازمان ملل متحد بررسی‌های گسترده‌ای برای تعیین سطح خشونت‌های جنسی در جوامع محتلف انجام داده است. بر اساس این مطالعات، درصد زنان گزارش به عنوان قربانی تجاوز جنسی از محدوده کمتر از ۲ ٪ در جاهایی مثل: مانند لاپاز (بولیوی) (۱٫۴ ٪)، گابورون (بوتسوانا) (۰٫۸ ٪)، پکن (چین) (۱٫۶ ٪) مانیل (فیلیپین) (۰٫۳ ٪)، تا ۵ ٪ یا بیشتر در تیرانا (آلبانی) (۶٫۰ ٪)، بوینس آیرس (آرژانتین) (۵٫۸ درصد)، ریودوژانیرو (برزیل) (۸٫۰ درصد) و بوگوتا (کلمبیا) (۵٫۰ ٪) بوده است.
در این آمارها تفاوتی بین آشنایان و همکاران صمیمی یا غریبه‌ها به عنوان متجاوز نیست و هر دو را شامل می‌شود. نظرسنجی‌هایی که چنین تفاوتی قائل می‌شوند و نیز آن‌هایی که تنها تجاوز توسط غریبه‌ها را در نظر می‌گیرند معمولاً شیوع تجاوز جنسی را دست کم می‌گیرند. جدا از نتایجی که از آمار جرم و جنایات به‌دست آمده است، تعدادی از بررسی‌ها به نظرسنجی از زنانی در مورد اینکه مورد خشونت جنسی قرار گرفته‌اند اختصاص دارد. در یک بررسی ملی انجام شده در ایالات متحده آمریکا گزارش شده که ۱۴٫۸ ٪ از زنان بیش از ۱۷ سال در طول عمر خود مورد تجاوز قرار گرفته‌اند (به همراه ۲٫۸ ٪ تجربه اقدام به تجاوز به عنف) و ۰٫۳ ٪ از نمونه هم در یک سال گذشته مورد تجاوز قرار گرفته‌اند. بررسی نمونه‌ای از زنان در سنین ۱۸ تا ۴۹ سال در سه استان از آفریقای جنوبی نشان داده که در یک سال گذشته ۱٫۳ درصد از زنان با اجبار فیزیکی یا تهدید لفظی به رابطه جنسی تن داده‌اند. در یک بررسی از یک نمونه از جمعیت بیش از ۱۵ سال در جمهوری چک، ۱۱٫۶ درصد از زنان به تجاوز کشیده شده‌اند که در ۳٫۴ ٪ این امر بیش از یک بار رخ داده بود. در غالب اوقات این تجاوزات در حد آمیزش جنسی کامل از جلو بوده است.